# Oliver Hudson
Oliver Rutledge Hudson (ur. 7 września 1976 w Los Angeles) – amerykański aktor.

## Życiorys

### Wczesne lata
Urodził się w Los Angeles w stanie Kalifornia najstarsze dziecko aktorki Goldie Hawn, urodzonej w żydowskiej rodzinie, i muzyka Williama „Billa” Louisa Hudsona z rockowej grupy The Hudson Brothers, sycylijskiego Amerykanina. Jego rodzina miała korzenie węgierskie i żydowskie. Wychowywany był w wierze żydowskiej. Dorastał wraz z młodszą siostrą Kate (ur. 19 kwietnia 1979). Kiedy miał cztery lata, jego rodzice rozwiedli się. Za swojego ojca uważa wieloletniego przyjaciela matki Kurta Russella, który zamieszkał z jej rodziną w 1982 roku. Ma także dwóch przyrodnich braci: Wyatta Russella (ur. 10 lipca 1986) i Zachary’ego Hudsona (ur. 1986) i przyrodnią siostrę Emily Hudson (ur. 1982) ze strony biologicznego ojca z małżeństwa z aktorką Cindy Williams.
Uczęszczał do University of Colorado w Boulder w Kolorado.

### Kariera
W 1999 po raz pierwszy znalazł się na kinowym ekranie w komedii Nowi miastowi (The Out-of-Towners, 1999) u boku swojej matki i Steve’a Martina jako ich syn Alan oraz komedii romantycznej Walka na kopie (Kill the Man, 1999) z udziałem Luke'a Wilsona. 
Wystąpił w serialach Warner Bros.: Jak zostać gwiazdą (My Guide to Becoming a Rock Star, 2002) jako Jace Darnell, Jezioro marzeń (Dawson’s Creek, 2002-2003) w roli Eddiego Dolinga, zakochanego w Joey Potter (Katie Holmes), a także w sitcomie CBS Sposób użycia (Rules of Engagement, 2007) w roli Adama i serialu Nashville (2013–15) jako Jeff Fordham. W slasherze Krwawe święta (Black Christmas, 2006) zagrał główną rolę męską.

## Życie prywatne
W latach 1998–2001 spotykał się z Vinessą Shaw. Od 21 lutego 2004 spotykał się z byłą Miss Nastolatek Stanu Massachusetts i finalistką Miss Nastolatek USA 1991 – Erinn Bartlett, którą poślubił 9 czerwca 2006 w Meksyku. Mają trójkę dzieci: dwóch synów - Wildera Brooksa (ur. 23 sierpnia 2007 w Los Angeles) i Bodhi’ego Hawna (ur. 19 marca 2010) oraz córkę Rio Laurę (ur. 18 lipca 2013).

## Wybrana filmografia

### Filmy fabularne
- 1999: Walka na kopie (Kill the Man) jako rewolucjonista
- 1999: Nowi miastowi (The Out-of-Towners) jako Alan Clark
- 2000: Projekt Merkury (Rocket’s Red Glare) jako Hank Baker
- 2006: Krwawe święta (Black Christmas) jako Kyle Autry
- 2006: Rasa (The Breed) jako John
- 2007: Nora Roberts: Księżyc nad Karoliną (TV) jako Cade Lavelle
- 2013: Jeszcze większe dzieci (Grown Ups 2) jako Kyle

### Seriale TV
- 2002: Jak zostać gwiazdą (My Guide to Becoming a Rock Star) jako Jace Darnell
- 2002-2003: Jezioro marzeń (Dawson's Creek) jako Eddie Doling
- 2004-2005: Góra (The Mountain) jako David Carver Jr.
- 2007: Sposób użycia (Rules of Engagement) jako Adam
- 2013–15: Nashville jako Jeff Fordham
- 2015-2016: Królowe krzyku (Scream Queens) jako Weston "Wes" Gardner